# Ciudad Obregón
Ciudad Obregón è una città del Messico, situata nello stato di Sonora, capoluogo del comune di Cajeme. La città deve il suo nome al Presidente Álvaro Obregón.

## Amministrazione

### Gemellaggi
- Tucson